# Лотар Загрошек
Лотар Загрошек, також Загрозек  (нім. Lothar Zagrosek 13 листопада 1942, Вагінг-ам-Зе) — німецький диригент.

## Біографія
Навчався диригування в 1962-1967 рр. у Ханса Сваровські, Іштвана Кертеса, Бруно Мадерно і Герберта Караяна. У 1973 році розділив з Адамом Фішером перше місце на конкурсі диригентів імені Гвідо Кантеллі в Італії.
Перший крупний пост зайняв у 1982 р очоливши Симфонічний оркестр Віденського радіо (до 1986 р.). У 1997 - 2006 рр. керував Вюртемберзькою державною оперою в Штутгарті. У 2006-11 рр. головний диригент берлінського Оркестру Концертхаус.

## Репертуар
Загрошек відомий як фахівець з німецької музики XX століття, особливо композиторів авангардного складу, заборонених в роки нацизму (Пауль Хіндеміт, Ернст Кшенек, Віктор Ульманн, Ервін Шульхоф, Ханс Краса і ін. ), по авторам другої половини XX століття (Хельмут Лахенмана, Олів'є Мессіан).

## Визнання
Лауреат премії по культурі федеральної землі Гессен.